# Канте или кесе
„Канте или кесе“ је југословенски телевизијски филм из 1982. године. Режирао га је Драгослав Лазић, а сценарио је писао Гордан Михић.

## Радња
На састанку кућног савета треба да се реши проблем изношења и бацања смећа из зграде. Дилема је следећа: да ли да смеће остављају у канте, како чине већ годинама, или у кесе, што је нови предлог неколицине станара. Свакако, током састанка, на ред долазе и други проблеми са којима се кућни савет сусреће свакодневно, а самим тим разоткривају се и разлике у ставовима код станара зграде. Другим речима, састанак је права прилика за представљање нашег менталитета.

## Улоге
| Глумац                | Улога               |
| --------------------- | ------------------- |
| Данило Бата Стојковић | Друг Качавенда      |
| Маја Чучковић         | Другарица Вулић     |
| Татјана Лукјанова     | Другарица Бокан     |
| Оливера Марковић      | Другарица Милиновић |
| Петар Краљ            | Друг Глумац         |
| Никола Милић          | Друг Цвијовић       |
| Ђорђе Пура            | Друг Антић          |
| Милутин Бутковић      | Друг Кречалић       |
| Ташко Начић           | Друг из СИЗ-а       |

## Занимљивост
- Рукопис је нађен у заоставштини једног кућног савета.